# Meioneta kopetdaghensis
Meioneta kopetdaghensis là một loài nhện trong họ Linyphiidae.
Loài này thuộc chi Meioneta. Meioneta kopetdaghensis được Andrei V. Tanasevitch miêu tả năm 1989.